# Gregor Cankar
Gregor Cankar, född den 25 januari 1975, är en slovensk före detta friidrottare som tävlade i längdhopp.
Cankars främsta merit är att han blev bronsmedaljör vid VM 1999 i Sevilla efter ett hopp på 8,36. Han blev även världsmästare för juniorer 1994 då han hoppade 8,04 i för stark medvind.
Cankar blev även fyra vid inomhus-VM 1999 och slutade sexa vid Olympiska sommarspelen 1996. Hans sista stora mästerskapsstart var vid Olympiska sommarspelen 2004 då han blev utslagen redan i försöken.

## Personliga rekord
- Längdhopp - 8,40 meter